# Pośrednik kredytowy
Pośrednik kredytowy – osoba fizyczna lub prawna, która nie działa w charakterze kredytodawcy i która w ramach wykonywanej przez siebie działalności handlowej, gospodarczej lub zawodowej za wynagrodzeniem w formie pieniężnej lub każdej innej uzgodnionej formie korzyści finansowej:
- przedstawia lub oferuje konsumentom umowy o kredyt,
- udziela konsumentom pomocy, podejmując w związku z umowami o kredyt prace przygotowawcze,
- zawiera z konsumentami umowy o kredyt w imieniu kredytodawcy[1].

Według Ustawy z dnia 12 maja 2011 r. o kredycie konsumenckim jest to przedsiębiorca inny niż kredytodawca, który w zakresie swojej działalności gospodarczej lub zawodowej uzyskuje korzyści majątkowe, w szczególności wynagrodzenie od konsumenta, dokonując czynności faktycznych lub prawnych związanych z przygotowaniem, oferowaniem lub zawieraniem umowy o kredyt.